# طواف إينكو 2013
طواف إينكو 2013 (بالإنجليزية: 2013 Eneco Tour)‏ هو سباق دراجات هوائية أقيم بتاريخ 12–18 أغسطس 2013، تكون السباق من 7 مراحل وامتدّ لمسافة 1080. 3 كم، استغرق السباق 25 ساعة 14 دقيقة 05 ثانية.

## روابط خارجية
- طواف إينكو 2013 على موقع إحصائيات الدراجات الإحترافية (الإنجليزية)